# Гусев, Юрий Петрович
Ю́рий Петро́вич Гу́сев (1938—2019) — советский и российский геолог, Заслуженный геолог Российской Федерации, Заслуженный геолог Бурятии, Почетный геолог Монголии.

## Биография
Юрий Гусев родился 13 февраля 1938 года под городом Серафимович Сталинградской области в семье  партийного работника, главного редактора районной газеты.
В 1960 году окончил геологический факультет Воронежского университета. После вуза был направлен на работу в Бурятию.
Исследовал недра почти по всей Бурятии и Восточной Сибири. Обнаружил и предварительно изучил Чулдымский, Безымянский и Телегинский массивы, проявления золота, молибдена, полиметаллических и радиоактивных руд. По его инициативе в Бурятии организованы поиски нефти и газа.
Был одним из соавторов двух государственных карт и карт полезных ископаемых. Провёл геологическую съемку района крупнейшего в России Черемшанского месторождения кварцитовидных песчаников. Открыл Усутайское марганцевое (родонитовое) месторождение и проявления фосфатоносных доломитов, химически чистых известняков, урана, молибдена и строительных материалов.
Работал также в Монголии, где при его участии открыты месторождения каменных и бурых углей, меди, вольфрама, серебра, железа, флюорита, а также подземной питьевой воды.
Действительный член Российского минерального общества с 1969 года.

## Награды и звания
- Заслуженный геолог Российской Федерации (2002)
- Заслуженный геолог Бурятии
- Почетный геолог Монголии
- Медаль «За доблестный труд»
- Медаль «За освоение БАМа»
- «Отличник разведки недр СССР»
- Почётный разведчик недр
- В феврале 2018 года на 80-летие Юрия Гусева председатель ЦК КПРФ Геннадий Зюганов подарил ему золотые часы[2]
- «Отличник разведки недр», «Первооткрыватель месторождения».